# Эллис, Райан (предприниматель)
Райан Эллис (англ. Ryan Allis; род. 1984, Питтсбург, США) — американский предприниматель. Соучредитель и главный исполнительный директор «iContact» разработчика сервисов email-маркетинга для малого и среднего бизнеса, который был продан компании «Vocus» за $ 169 млн в феврале 2012 года. Эллис является председателем «Connect» и «Hive Global Leaders Program» и членом Фонда Организации Объединенных Наций Глобального Совета Предпринимателей. 

## Биография
Райан Эллис родился в 1984 году в Питтсбурге в семье Эндрю Эллис и Полин Миддлтон Эллис. Он посещал школу в Брейдентон, где он окончил среднюю школу Манати. Эллис изучал экономику в университете Северной Каролины в Чапел-Хилл и завершил первый год программы МВА в Гарвардской бизнес-школе.
Эллис является членом Фонда Организации Объединенных Наций Глобального совета предпринимателей, который состоит из десяти предпринимателей консультирующих Фонд Организации Объединенных Наций. В мае 2012 года он посетил лагерь беженцев Какуме в Кении, в составе делегации Фонда Организации Объединенных Наций. С 2008 до 2012 года Эллис был председателем Совета директоров международного развития некоммерческой организации  «Nourish International».. Эллис основатель инвестиционного фонда «Connect Ventures», вкладывающего капитал в фирмы в Кении, Уганде, Танзании и Соединенных Штатах.
В «iContact» Эллис создал программу корпоративной социальной ответственности 4-1, через которую компания пожертвовала 1% заработной платы на благотворительность. После продажи «iContact», Эллис и Аарон Хаутон основали «iContact Foundation Scholarship Program» для детей бывших сотрудников iContact. Он также оказывает финансовую поддержку «Council for Entrepreneurial Development» в Дареме и «Nourish International». 
В 2008 году Эллис выпустил книгу о предпринимательстве под названием «От нуля до миллиона» (англ. Zero to One Million) (McGraw-Hill, 2008).